# 2206 Ґаброва
2206 Ґаброва (2206 Gabrova) — астероїд головного поясу, відкритий 1 квітня 1976 року.
Тіссеранів параметр щодо Юпітера — 3,219.